# Hans Wolfgang Reinhard
Pour les articles homonymes, voir Reinhard.
Hans Wolfgang Reinhard (11 décembre 1888 à Hohenstein-Ernstthal - 6 octobre 1950 à Karlsruhe) était un militaire de carrière qui a servi au sein de la Heer dans la Wehrmacht pendant la Seconde Guerre mondiale.
Il a été récipiendaire de la Croix de chevalier de la Croix de fer. Cette décoration est attribuée pour récompenser un acte d'une extrême bravoure sur le champ de bataille ou un commandement militaire avec succès.

## Décorations
- Croix de fer (1914)
  - 2e Classe
  - 1re Classe
- Croix d'honneur
- Agrafe de la Croix de fer (1939)
  - 2e Classe
  - 1re Classe
- Médaille du Front de l'Est
- Croix de chevalier de la Croix de fer
  - Croix de chevalier le 22 septembre 1941 en tant que General der Infanterie et commandant du LI. Armeekorps[1]